# Colla Jove de l'Hospitalet
|  | Per a altres significats, vegeu «Colla Jove (desambiguació)». |

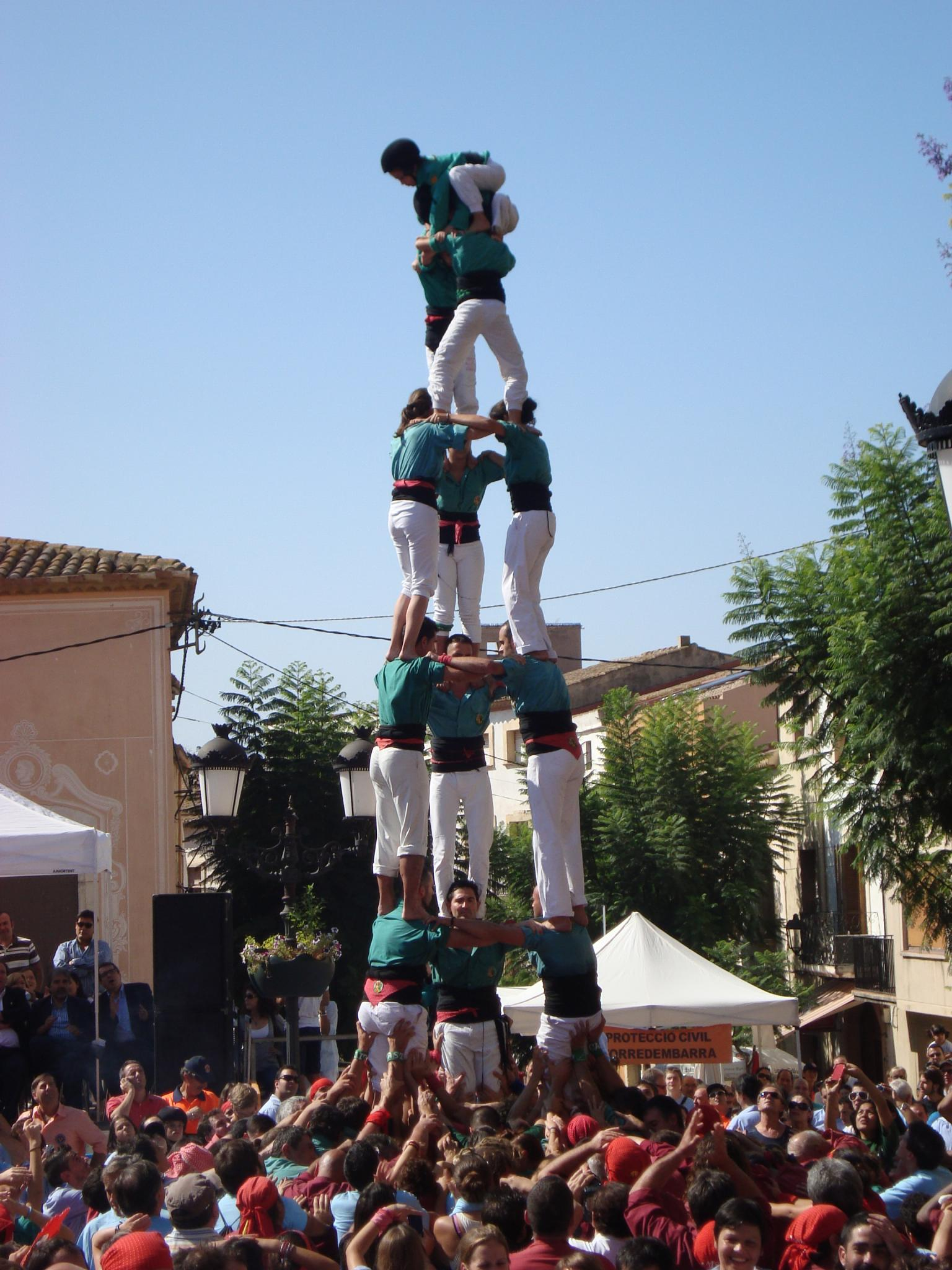
3 de 7 de la Colla Jove de l'Hospitalet al Concur7 2011

La Colla Jove de l'Hospitalet és una colla castellera de l'Hospitalet de Llobregat, al Barcelonès, fundada l'any 2000. El seu castell més important és el 4 de 7, que van descarregar per primera vegada durant una diada de celebració del desè aniversari de la colla, el 17 d'octubre del 2010, el 3 de 7, i el 3 de 7 amb l'agulla, que descarregaren per primera vegada al Concur7 2011. La colla es va gestar en una reunió a la Feixa Llarga l'11 d'octubre del 2000, La nova colla va fer el seu primer pilar de 4 el 15 d'octubre del 2000, amb motiu de l'homenatge a Lluís Companys. El primer 3 de 6 es va fer aquell mateix any.